# Lodewijk Asscher
Lodewijk Frans Asscher (Amsterdam, 27 settembre 1974) è un politico, giurista e docente universitario olandese, membro del Partito del Lavoro e, a partire dal 5 novembre 2012, viceministro presidente e ministro degli affari sociali e dell'occupazione nel governo Rutte II. In precedenza fu sindaco di Amsterdam dal 12 marzo al 7 luglio 2010..

## Biografia
Asscher nacque ad Amsterdam da Irene Asscher-Vonk, ex docente di diritto all'Università Radboud di Nimega, e Bram Asscher, avvocato di origini ebree; la madre è membro del Partito del Lavoro, il padre del Partito Popolare per la Libertà e la Democrazia. Frequentò la Christelijk Gymnasium Sorghvliet, scuola protestante dell'Aia. In seguito, studiò psicologia e diritto all'Università di Amsterdam, ottenendo poi, nel 2002, un dottorato di ricerca in legge.
Asscher entrò nel mondo della politica a seguito delle elezioni amministrative del 2002. Dopo aver ricoperto alcuni incarichi minori all'interno della giunta comunale di Amsterdam, come quello di assessore all'economia e trasporti e quello di vice-sindaco, divenne brevemente sindaco di Amsterdam, carica che ricoprì dal 12 marzo al 7 luglio 2010. Il 5 novembre 2012 fu nominato vice-primo ministro e ministro degli affari sociali e del lavoro del governo Rutte II.
Nel suo libro Nieuw Amsterdam, pubblicato nel 2005, si è dichiarato contrario alla schiavitù sessuale e alla prostituzione in generale.
Dal 2005 è sposato con Jildau Piena, dalla quale ha avuto tre figli.